# Лишин, Давид
Давид Лишин (англ. David Lichine, настоящая фамилия Лихтенштейн; 25 октября 1910 — 26 июня 1972) — артист балета, балетмейстер и педагог, работавший в балетных труппах Европы, США и Австралии а также для нескольких студий Голливуда. Супруг балерины Татьяны Рябушинской.

## Биография
После Октябрьской революции родители Давида через Константинополь и Софию эмигрировали в Париж, где ребёнок начал заниматься балетом. Учился в студии Любови Егоровой, затем у Петра Владимирова и Брониславы Нижинской. В конце 1920-х работал в труппе Иды Рубинштейн, в 1930-м — в компании Анны Павловой, в следующем сезоне — танцевал в труппе Нижинской. В 1932 по приглашению Джорджа Баланчина, художественного руководителя «Русских балетов Монте-Карло», заключил контракт с Рене Блюмом и полковником де Базилем и стал солистом только что созданной ими балетной труппы.
После конфликта между основателями и раздела труппы Лишин остался в компании полковника де Базиля «Русский балет де Базиля», в 1939 году сменившей своё название на Оригинальный русский балет. Танцевал сольные партии во многих балетах, созданных для компании Баланчиным, Мясиным и Фокиным. Почти сразу начал пробовать свои силы как хореограф: в 1933 году поставил свой первый балет «Ноктюрн». В австралийском турне 1939 года был хореографом труппы наравне с Сержем Лифарём. Наиболее известными его постановками стали полный драматизма «Блудный сын» и весёлый, полный юмора «Выпускной бал».
В 1941 году во время гастрольной поездки на Кубу, организованной Солом Юроком, группа из 18 артистов во главе с Алонсо ещё на пароходе решила оставить труппу и перейти во вновь организованный нью-йоркский Театр балета. Было дано всего два представления, после чего театр Гаваны разорвал контракт, так как спектакли, требовавшие наличие кордебалета, оказались сорваны. Юрок отказался выплачивать жалование тем артистам, которые застряли на Кубе (имея нансеновские паспорта, они не могли ни вернуться домой, в охваченную войной Европу, ни уехать по следующему контракту в Южную Америку, так как труппа развалилась). Часть из них решила продолжать танцевать и поначалу ездила по городам Кубы, затем, для того, чтобы артисты смогли как-то оплачивать свои ежедневные расходы и заработать на то, чтобы выбраться с острова, Лишин организовал группу из шести человек, которая танцевала по ночным клубам. Он сам ставил хореографические миниатюры для ночного клуба «Тропикана». Спустя полгода де Базиль смог заключить контракт на выступления в Детройте и затем в Канаде, Мексике и Бразилии и артисты смогли уехать с Кубы.
В 1942 году Лишин оставил труппу де Базиля и некоторое время работал в нью-йоркском Театре балета, где, в частности, выпустил премьеру незаконченного балета Фокина «Елена Троянская».
После войны вместе с женой вернулся во Францию, в Париж, и некоторое время работал в Балете Елисейских полей, где поставил один из первых в истории театра балетов, шедших без музыкального сопровождения — «Творение». Затем работал в Балете маркиза де Куэваса.
В начале 50-х вместе с супругой переехал в США и поселился в Беверли-Хиллз. Работал в Голливуде, сотрудничая с разными студиями. Также работал с Балетом Лос-Анджелеса, вместе с труппой которого ездил на гастроли в Париж и в Испанию. 8 июня 1956 года стал натурализованным гражданином США.
Будучи человеком эмоциональным и горячим, Лишин отличался взрывным характером. Так, не сдержав своего недовольства, однажды он кинул с высокой поддержки балерину Данилову. По словам Кеннета МакКензи, Лишин «весь состоял из чувств»:155.

### Семья
В 1933 году женился на артистке «Русских балетов Монте-Карло» Любовь Ростовой, но их брак оказался недолгим. В 1943 году женился на своей постоянной партнёрше Татьяне Рябушинской, с которой танцевал начиная с первого же сезона работы в труппе. Во время гастролей по Мексике у них родилась дочь Татьяна.
Давид был двоюродным братом Алексея Лишина — известного производителя и популяризатора бордоских вин (который в 1960-е годы был мужем голливудской звезды Арлин Дал).

## Репертуар
Балеты Баланчина
- 1932 — «Котильон», «Мещанин во дворянстве», «Танцевальная сюита»

Балеты Мясина
- 14 апреля 1932 — «Детские игры», Путешественник (Ребёнок — Татьяна Рябушинская)
- 1933
  - «Предзнаменования», Герой* (Страсть — Ирина Баронова)
  - «Прекрасный Дунай», Король дэнди в новой возобновлённой версии
  - «Хореартиум»
- 6 апреля 1934 — «Юнион Пасифик»

## Постановки
Русский балет Монте-Карло
- 1933 — «Ноктюрн» на музыку Ж.-Ф. Рамо
- «Блудный сын» на музыку Сергея Прокофьева
- «Эволюция движений» на музыку «Симфонических вариаций» Сезара Франка

Оригинальный русский балет, турне по Австралии (1939—1940)
- «Павильон» на музыку Бородина
- 1940 — «Выпускной бал» на музыку Иоганна Штрауса (возобновление)
- «Франческа да Римини» на музыку Чайковского (Явление Ангела — Татьяна Рябушинская, королева Гиневра — Александра Данилова)
- «Протей» на музыку Клода Дебюсси
- «Каин и Авель» на музыку Рихарда Вагнера (исполнители — Кевин МакКензи и Олег Тупин, премьера состоялась на гастролях в Мексике)

Театр балета
- 8 сентября 1942 — «Елена Троянская» на музыку Жака Оффенбаха, декорации Верте[* 2]
- 1943 — «Сорочинская ярмарка» (с использованием симфонической поэмы «Ночь на лысой горе» Мусоргского)

Театр Елисейских полей
- «Творение»[* 3] (исполнители — Жан Бабиле, Натали Флиппар и Татьяна Рябушинская)
- «Встреча, или Эдип и Сфинкс» на музыку Анри Соге, декорации Кристиана Берара

Балет маркиза де Куэваса
- 1948 — «Ледяное сердце» (по сказке Оскара Уайльда, исполнители — Давид Лишин и Тамара Туманова, позднее — Этери Пагава)

Балет Борованского (Австралия)
- 1950-е — «Щелкунчик» П. И. Чайковского

Фестивальный балет (импресарио Джулиан Браунсвег)
- 1960-е — «Щелкунчик» П. И. Чайковского (декорации и костюмы Александра Бенуа)
- «Юность. Любовь. Страсть» (год постановки неизвестен)

## Фильмография
- 1935 — «Весенняя ночь»*, короткометражный фильм Татьяны Татл: Пан (Девушка — Нана Голлнер)
- 1943 — «Есть о чём покричать[англ.]»*: Танцор румбы
- 1943 — «Северная звезда»*
- 1943 — «The Heat's On[англ.]»*: танцевальный эпизод
- 1944 — «Песнь о России»*
- 1944 — «Сенсации 1945 года»*: танцевальный эпизод (партнёрша — Элинор Пауэлл)
- 1946 — «Сыграй мою музыку»*: эпизод «Два силуэта» на песню Дины Шор (партнёрша — Татьяна Рябушинская)
- 1947 — «Неоконченный танец[англ.]»*
- 1953 — «Сегодня мы поём»*
- 1958 — «Фройляйн[англ.]» — Русский солдат
- 1963 — «Выпускной бал»*, фильм-балет пр-ва Мексики — Генерал (?)

(*) — фильмы, где Лишин выступал как хореограф
Давид Лишин был также прототипом крокодила Бена (Ben Ali Gator) в мультипликационном фильме Уолта Диснея «Фантазия»: при работе над мультфильмом художники студии наблюдали за спектаклями и репетициями «Русского балета Монте-Карло» (прототипами других персонажей-животных были Тамара Туманова, Татьяна Рябушинская, Павел Петров и другие артисты).